# Yuri Lara
Yuri Lima Lara, noto semplicemente come Yuri Lara (Rio de Janeiro, 20 aprile 1994), è un calciatore brasiliano, centrocampista dello Yokohama FC.

## Caratteristiche tecniche
È un mediano.

## Carriera
Ha esordito in Série A il 3 dicembre 2017 disputando con il Bahia l'incontro pareggiato 1-1 contro il San Paolo.

## Palmarès

### Competizioni statali
- Campionato Baiano: 2

Bahia: 2015, 2019
- Campionato Alagoano: 1

CSA: 2018

### Competizioni regionali
- Copa do Nordeste: 1

Bahia: 2017